# Diecezja Coari
Diecezja Coari (łac. Dioecesis Coaritana, port. Diocese de Coari) – rzymskokatolicka diecezja ze stolicą w Coari w stanie Amazonas, w Brazylii. Jest sufraganią archidiecezji Manaus.
W 2004 w  ówczesnej prałaturze posługiwało 8 zakonników i 16 sióstr zakonnych.

## Historia
13 lipca 1963 papież Paweł VI bullą Ad Christi divini erygował prałaturę terytorialną Coari. Dotychczas wierni z tych terenów należeli do archidiecezji Manaus. Misje na tych terenach powierzono Redemptorystom. 9 października 2013 prałatura została przekształcona w diecezję.

## Prałaci Coari
- Mário Roberto Emmett Anglim CSsR[1] (1964 - 1973)
- Gutemberg Freire Régis CSsR (1974 - 2007)
- Joércio Gonçalves Pereira CSsR (2007 - 2009)
- Marek Piątek CSsR[2] (2011 - 2013)

## Ordynariusze Coari
- Marek Piątek CSsR[2] (2011 - nadal)